# Techno
Techno [ˈtɛkno(ʊ)] ist eine Musikrichtung, die in der zweiten Hälfte der 1980er Jahre durch die Verschmelzung mehrerer Stilarten der elektronischen Tanzmusik entstanden ist. Als Basis dient insbesondere der minimalistische, bassdrum-betonte Grundrhythmus der House-Musik. Weitere essentielle Elemente zieht Techno aus den elektronisch generierten, meist in Europa entwickelten Stilen der 1970er und 1980er Jahre (wie Synthiepop, EBM und New Beat, aber auch Detroit Techno). Der in der Anfangszeit noch als Techno House bezeichnete Stil erlebte im Verlauf der 1990er Jahre eine Blütezeit und brachte zahlreiche Unterarten hervor. Rund um die Musik existiert eine eigene Jugendkultur, die Technoszene.
„Techno“ wird auch als Oberbegriff für verschiedene miteinander verwandte Stilrichtungen der elektronischen Tanzmusik verwendet. In diesem Zusammenhang knüpft er an das Verständnis der 1980er Jahre an, als „Techno“ eine Funktion als Sammelbezeichnung für „technologisch-fortschrittliche Musik“ innehatte.

## Stilistische Merkmale
Der Musikstil Techno bezeichnet synthetisch produzierte, meist vordergründig rhythmusorientierte Tanzmusik. Charakteristisch ist der 4/4-Takt mit einer Betonung jedes Viertels durch eine elektronische Bass Drum und die (meist offene) Hi-Hat auf den geraden Achteln. Ergänzende Elemente sind die geschlossene Hi-Hat auf allen Sechzehntel-Noten und Snare Drum oder Handclap auf jedem zweiten Viertel. Der Harmonielehre folgende Akkorde sind von untergeordneter Bedeutung, stattdessen wird oft mit einzelnen Klängen und deren Zusammenwirken experimentiert. Die Klangfarben pendeln dabei zumeist im industriellen beziehungsweise metallischen Bereich. Die Kompositionen basieren auf sogenannten repetitiven Arrangements. Sie bauen sich jedoch häufig durch Hinzunahme von Effekten, Flächenklängen oder durch das Einstreuen einzelner Perkussionselemente, die sich nahtlos in das Rhythmusmuster einfügen, stufenweise auf.

## Geschichte

### Frühe elektronische Musik

#### Von Sala und Stockhausen zu Kraftwerk

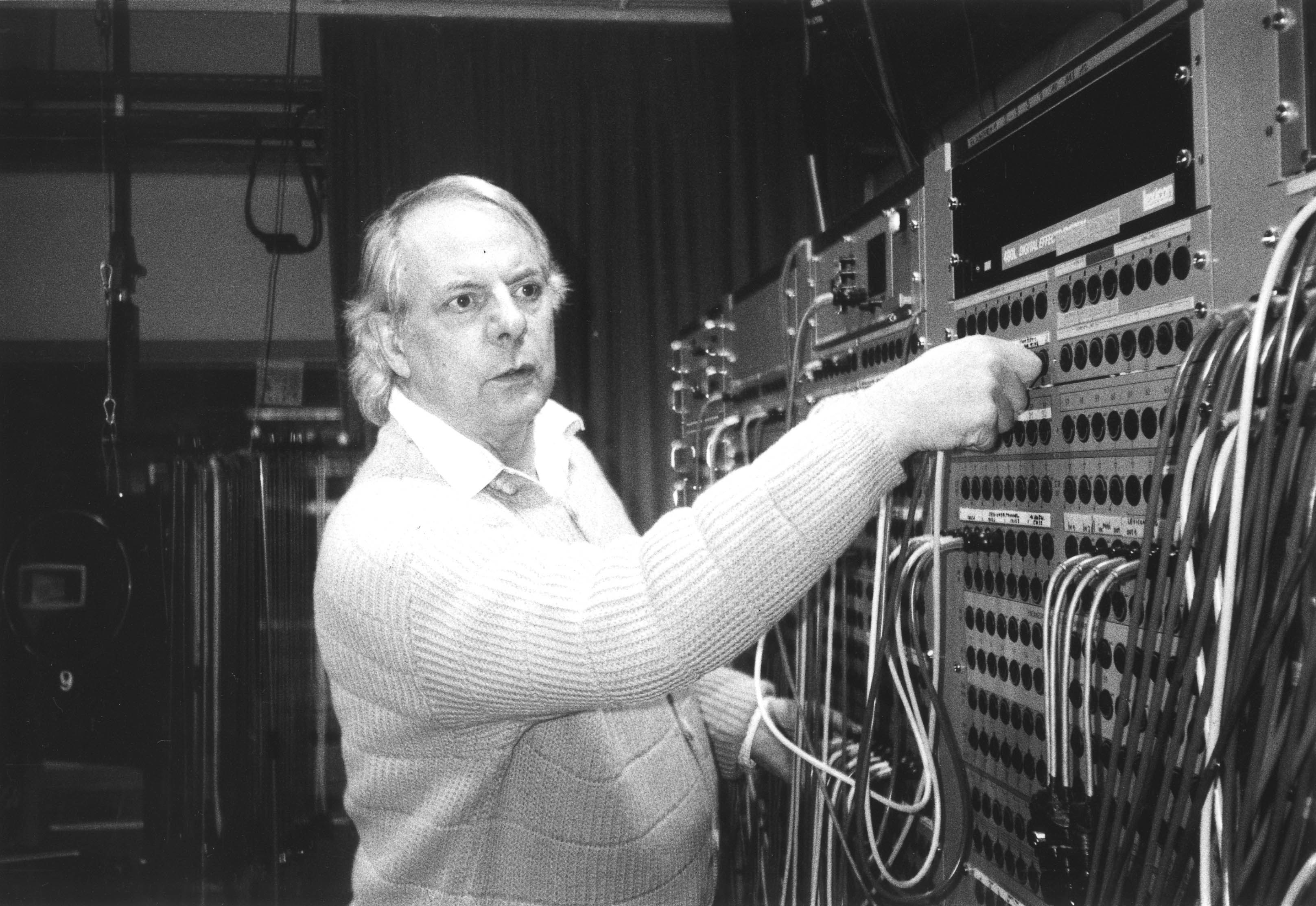
Karlheinz Stockhausen 1994

Oskar Sala und Karlheinz Stockhausen gelten als die frühen Pioniere der elektronischen Musik. Ihre Ideen und Werke verbanden klassische Kompositionen mit Technologie. Ende der 1960er Jahre und Anfang der 1970er Jahre waren sie Inspiration für die zeitgenössische Musik der Formation Kraftwerk aus Düsseldorf. Kraftwerk legten mit ihrem vierten Album Autobahn (1974) den Grundstein für den Musikstil Elektropop. Als besonders einflussreich auf die spätere musikalische Entwicklung gelten ihre Alben Die Mensch-Maschine (1978) und Computerwelt (1981), die schon teilweise die für Techno typischen minimalistischen, tanzbaren Elemente aufwiesen.
1982 veröffentlichte Afrika Bambaataa den Titel Planet Rock, in dem er die Melodie des Kraftwerk-Titels Trans-Europe Express verarbeitete. Planet Rock gilt als Klassiker des frühen Hip-Hops, als Grundstein von Electro beziehungsweise Electro Funk und förderte die Popularität von Kraftwerk in den Vereinigten Staaten, wo die Formation zu einer wichtigen Inspirationsquelle für spätere Technopioniere wurde.

#### Europäische Innovatoren der 1970er und 1980er Jahre
In München setzte der Euro-Disco-Produzent Giorgio Moroder bereits in den 1970er Jahren Synthesizer für repetitive Tanzrhythmen ein. Insbesondere der von ihm für Donna Summer im Jahr 1976 produzierte Track I Feel Love, welcher erstmals repetitive Synthesizer-Loops mit einer durchgängigen Four-On-The-Floor Bass Drum und einem Off-Beat Hi-Hat verband, gilt als Meilenstein der elektronischen Tanzmusik und als bedeutender Vorläufer der Techno- und House-Musik.
Jean-Michel Jarre, Tangerine Dream und Brian Eno sowie Ash Ra Tempel alias Manuel Göttsching leisteten in den 1970er und 1980er Jahren Pionierarbeit im Bereich melodiöser Synthesizer-Musik und waren eine wichtige Inspirationsquelle.
1979 erschien die erste Single von Yello. Diese Schweizer Formation brachte Innovationen im Bereich des Samplings und ungewöhnliche Rhythmusstrukturen. Techno-Produzenten wie Derrick May oder Oliver Lieb nennen sie als Inspirationsquelle.
Die 1980 gegründete britische Synthie-Pop-Band Depeche Mode wird von den Detroit-Techno-Begründern Derrick May, Kevin Saunderson und Juan Atkins noch regelmäßig als Inspiration genannt.
Der britische Industrial-Act Cabaret Voltaire wird von diversen Techno-Produzenten wie Tanith oder Richie Hawtin als Einflussfaktor angegeben und gilt als essentiell für die Entwicklung des Detroit Techno.

#### Die Bezeichnung „Techno“ in den 1980er Jahren

##### Hintergrund
Anfang der 1980er Jahre wurde die Bezeichnung „Techno“ zumeist in Synthiepop/New-Wave- und Electro-Funk-orientierten Musikproduktionen verwendet. Einige Beispiele hierfür sind Man Parrish mit Techno Trax, Testpattern mit Techno Age, Ava Cherry mit Techno Love, The Techno Orchestra mit Techno Refugee (alle vier 1982) oder Kraftwerk mit Techno Pop (1983). 1982 wurde dem Backingduo von Soft Cell, Vicious Pink, nachgesagt, den Begriff Techno geprägt zu haben.
In Deutschland arbeitete zu dieser Zeit der Frankfurter Musikliebhaber Andreas Tomalla (alias Talla 2XLC) im Plattenladen „City-Music“ unter dem Frankfurter Hauptbahnhof. Ab 1982 sortierte er Schallplatten mit elektronisch produzierter Musik in eine eigenständige Kategorie und benannte diese mit „Techno“. DJs wie Sven Väth orientierten sich seinerzeit beim Plattenkauf an dieser Zusammenstellung. 1984 eröffnete Tomalla den Technoclub, wodurch der Begriff weiter an Popularität gewann.
Die neu entstandene Sammelbezeichnung umfasste neben elektronischer Popmusik (Depeche Mode, Anne Clark), und Electro-Funk (A Number Of Names, Cybotron) bald auch Sparten wie (Post-)Industrial (Cabaret Voltaire, Clock DVA), EBM (Front 242, Nitzer Ebb) und generell elektronisch arrangierte Spielarten der New-Wave-Ära (siehe Electro Wave), später auch den Detroit Techno, der stark durch europäische Musikrichtungen geprägt wurde. In dieser Form konnte sich „Techno“ als Dachbezeichnung für elektronische Musik international – und vorzugsweise im deutschen Sprachraum – bis in den Beginn der 1990er Jahre weiträumig etablieren.
Einen wesentlichen Unterschied zur späteren Techno-House-Welle in den 1990er Jahren stellten dabei die Beweggründe dar, die zur Herausbildung der unter „Techno“ zusammengefassten Musikrichtungen in den 1970er und 1980er Jahren führten. Etliche Künstler zeigten sich sozialkritisch und versuchten – thematisch wie auch klanglich – dystopisch geprägte Zukunftsvisionen, den post-industriellen und städtischen Verfall, emotionale Kälte oder Ängste vor atomaren Katastrophen zu verarbeiten. Das teils in sich widersprüchlich anmutende Bestreben, mit Hilfe moderner Technologie auf die unmittelbare Gefahr derselben hinzuweisen, bildete innerhalb der späteren Techno-House-Bewegung, die (vergleichbar mit Acid House) vordergründig als Partykultur entstanden war, kein zentrales Thema.

##### Status einer Parallelerscheinung
Als sich in den späten 1980er Jahren unter der Bezeichnung „Techno“ zunehmend ein stark von der House-Musik beeinflusster Stil herauskristallisierte, kam es bald darauf zur Konfusion. Bis 1993 versuchte das Techno-Magazin Frontpage auf die Unterschiede zwischen dem frühen Techno der 1980er Jahre und der neu entstandenen Stilrichtung Techno House hinzuweisen. Da sich beide Strömungen „Techno“ nannten, wurden mehrere Alternativen zur Umbenennung der neuartigen Spielart in „Tekni“ oder „Comp“ unterbreitet, die sich jedoch nie durchsetzen konnten.
Somit genossen die Stilformen der 1980er (vgl. Synthiepop, EBM und Post-Industrial) und die direkt darauf aufbauenden Richtungen der 1990er Jahre (z. B. der Dark Electro und der Electro-Industrial) unter der Sammelbezeichnung „Techno“ über drei Jahre lang den Status einer Parallelerscheinung.

### Bedeutende Vorläufer-Genres und Einflussfaktoren

#### Europäische Einflüsse

##### Industrial
Auf der Basis elektronischer Avantgarde-Musik und der Musique concrète entwickelte sich in den 1970er Jahren der Industrial. Typisch für diese Richtung waren klangliche Übersteuerungen, Störgeräusche oder maschinenlärm-ähnliche Kompositionen, häufig angereichert mit Samples (insbesondere Film- und Radio-Aufnahmen) oder Schreigesang. Im Vordergrund standen die Provokation und die ungehemmte Darbietung der Brutalität des alltäglichen Lebens. Das dabei entstandene Material umfasst Themengebiete wie Krieg, Folter, Mord, Faschismus, Terrorismus, Isolation oder sexuelle Perversion.
Wichtige Vertreter des Industrial, darunter Throbbing Gristle, Cabaret Voltaire und SPK, beeinflussten auf musikalischer Ebene etliche Produzenten aus dem Techno-Umfeld. Bedeutend war der Industrial zudem für die Herausbildung von Hardcore Techno oder Gabber und diente als Inspirationsquelle für weitere Techno-Unterarten. Throbbing Gristles 1981er Single Discipline enthält eine frühe tanzbare Form des Industrial. Eine Gravierung auf dem Run-Out der A-Seite beschreibt die Musik als Techno Primative.

##### EBM
Speziell in Deutschland nutzten einige Musiker wie DAF, Liaisons Dangereuses oder Die Krupps zu Beginn der 1980er Jahre und im Rahmen der Neuen Deutschen Welle die Möglichkeiten neu entwickelter Sequenzer. Die dabei kreierten und stark von Minimalismus geprägten repetitiven Soundschleifen inspirierten vornehmlich Musikprojekte aus Belgien (Front 242), Großbritannien (Nitzer Ebb) und anschließend in ganz Europa. Diese Musiker kreuzten wiederum die wuchtigen, voluminösen Klänge des Electropunk mit frühem Industrial und legten somit den Grundstein für die Electronic Body Music, deren Epoche sich vorerst bis in die frühen 1990er Jahre erstreckte.
EBM gilt in diesem Fall als wesentlicher Einflussfaktor für die Entstehung von Detroit Techno, New Beat und später auch Goa-Trance. Bereits Ende der 1980er-Jahre gab es erste Überlagerungen mit Acid House, so beispielsweise bei Bigod 20 (Acid To Body, 1988). DJs und Produzenten wie Sven Väth, Richie Hawtin oder DJ Hell legten in den 1980er Jahren EBM auf und gelangten über diesen Stil zum Techno.

##### New Beat
Der Überlieferung nach entstand New Beat durch Zufall, als der DJ Marc Grouls die 1986er Single „Flesh“ der belgischen Elektronik-Formation A Split-Second mit einer Plattentellerdrehzahl von 33/min statt 45/min abspielte. Einige Äußerungen Grouls’ vermitteln vielmehr den Eindruck, New Beat habe sich gezielt als Gegenbewegung zur simultan bestehenden Acid-House-Welle entwickelt. Das Publikum konnte sich mit der Geschwindigkeit des Acid House nicht anfreunden, vielen Clubgängern erschien es beinahe unmöglich, darauf zu tanzen.
Im Anschluss daran wurden vorerst ältere Tonträger verlangsamt abgespielt, so auch EBM-Klassiker, aber auch vor renommierten Acid-Tracks wurde nicht Halt gemacht. Erste New-Beat-Platten fanden den Weg in die Musikläden und Warenhäuser, Labels wie Antler Subway vermarkteten New Beat in ganz großem Stil.
Kennzeichnend für die neu entstandene Richtung waren Geschwindigkeiten zwischen 90 und 115 bpm sowie die zahlreichen Einflüsse aus EBM, Acid House oder Hi-NRG. Nur zwei Jahre später war der New-Beat-Boom vorüber. Er brachte jedoch etliche Techno-Produzenten hervor und gilt damit als die Wiege der Techno-Szene in Belgien.

### House

#### Chicago House
In den 1980er Jahren entstand in der Diskothek Warehouse in Chicago der House als Weiterentwicklung des 1970er Jahre Disco-Sounds. Die typische Vinyl-Single enthielt bereits zu dieser Zeit eine Version mit ausgedehnter Rhythmus-Passage (meist mit „Club Mix“ betitelt). Besonders die beiden DJs Frankie Knuckles (aus dem Chicagoer Warehouse, namensgebend für den späteren House) und Larry Levan (aus der New Yorker Diskothek Paradise Garage, namensgebend für „Garage House“) erkannten die hypnotische und euphorisierende Wirkung dieser monotonen Zwischenstücke und begannen damit, ausschließlich diese Passagen verschiedener Schallplatten zu mixen und den Rest der Songs wegzulassen. Teilweise wurde die gleiche Platte in doppelter Ausführung gekauft, um ihren Rhythmus-Teil künstlich verlängern zu können. Knuckles und Levan gelten heute als Begründer des House.
Schon bald begannen eine Reihe von Produzenten wie Ron Hardy, Steve Hurley oder Marshall Jefferson damit, in Chicago erste Platten unter der Bezeichnung „House“ zu veröffentlichen.

#### Acid House

Smiley-Symbol

Bevor Techno zur Massenbewegung wurde sorgte Ende der 1980er Jahre Acid House für Aufsehen. Acid House, zuerst eine besonders harte und minimalistische, um 1984/1985 entstandene Variante des Chicago-House-Sounds, war in England und auf der Ferieninsel Ibiza besonders populär. Acid House schien in seinen Äußerlichkeiten einem echten Hippierevival ähnlich. Freie Liebe wurde während des „Second Summer of Love“ 1988 genauso propagiert wie der ungezügelte Genuss von Rauschmitteln. Als Erkennungszeichen der Musik und der Szene diente der Smiley.
Der Trend wurde durch die Medien intensiv gehypt und sehr schnell in großem Maßstab vermarktet. Herkömmliche Dance-Musik wurde sogar nachträglich mit Smiley-Buttons versehen auf Wühltischen verkauft.
Dann wurde bekannt, dass Acid das umgangssprachliche Synonym für die Droge LSD war und auch das Rauschmittel Ecstasy in der Szene sehr populär war. Die Reaktionen waren strenge Polizeikontrollen und unzählige Razzien. Die Warenhäuser nahmen aus Angst vor Image-Schäden sämtliche Smiley-Artikel aus dem Sortiment und große Radiostationen weigerten sich, Acid-House-Produktionen zu spielen, auch wenn diese in den Top Ten waren. Die Folge dieses Boykotts war das schnelle Verschwinden der Acid-House-Szene.

#### „The House Sound of Detroit“
Die neuen Ansätze elektronischer Musikstile verbreiteten sich schnell und waren in den frühen 1980er Jahren auch Inhalt der nächtlichen Radiosendung Midnight Funk Association in Detroit, die von Charles Johnson (alias The Electrifying Mojo) moderiert wurde. Johnson achtete dabei explizit auf eine ausgewogene Klangvielfalt und versuchte, zahlreiche Musikrichtungen in seiner Sendung zu vereinen. Dieses Programm war letztlich Hauptinspirationsquelle für die Produzenten Juan Atkins, Derrick May und Kevin Saunderson (oft als die Belleville Three bezeichnet). Zusammen mit Richard Davies veröffentlichte Juan Atkins unter dem Namen Cybotron bis in die Mitte der 1980er Jahre zunächst stark am europäischen SynthPop-Sound orientierte Electro-Funk-Tracks (darunter Techno City, 1984). Ein weiteres Projekt im vergleichbaren Stil war Model 500.
In den Jahren 1986 und 1987 wandten die Detroiter Electro-Produzenten sich allmählich der Chicagoer House-Musik zu. Der etwa zwei Jahre zuvor entstandene Acid House nahm dabei die wesentlichen Elemente des als Detroit Techno (bzw. als Detroit Techno House) bekannt gewordenen Stils vorweg: die markante 4/4-Bassdrum des Roland TR-909 und das Aussparen traditioneller Songstrukturen, insbesondere die Reduzierung und der Wegfall des Gesangs, bildeten die Grundmerkmale der „neuen“ Richtung (so nutzte Kevin Saunderson für seine frühen Detroit-Produktionen einen Ensoniq Mirage Sampling-Synthesizer, wie ihn der Chicagoer Produzent Chip E. bereits 1985 einsetzte).

„Wie es von Electro zum Detroit Techno kam? So um 1985 war es vorbei mit Electro, die Szene driftete in die reguläre Hip-Hop-Welt ab. Hip-Hop war aber immer zu langsam für mich. Gleichzeitig ging es in Chicago los mit House. Da gefiel mir der Beat. Ich ersetzte also den konventionellen Electro-Rhythmus durch dieses ‚Bumbumbumbum‘, die Four-to-the-Floor-Pauke. Und das war’s dann etwa“

Im Sommer 1988 erlangte die Musik internationale Bekanntheit: Unter dem Titel The House Sound of Detroit fasste das britische Label 10 Records einen Teil der Produktionen auf einer Compilation zusammen. Inspiriert durch Juan Atkins’ Stück Techno Music erfolgte kurz vor der Veröffentlichung eine Umbenennung in Techno! The New Dance Sound of Detroit. Schon seinerzeit wurde Detroit Techno weniger als eigenständiger Stil als vielmehr als eine Variante oder Modifizierung des Acid-House-Sounds begriffen:

„Während die bekannter gewordenen Chicago-House-Nummern der Frühzeit, wie „Love Can’t Turn Around“, noch eine gewisse Songstruktur mit Gesang und Dramaturgie aufwiesen, setzt ‚Techno! [The New Dance Sound of Detroit]‘ dort an, wo House unter dem Stichwort ‚Acid‘ inzwischen angekommen ist: Trance-hafte, spartanische Rhythmuswiederholung, und ergänzend dazu als europäische Frühachtziger-Komponente, lang anhaltende Tastentupfer.“

Dessen ungeachtet wird der Detroiter Techno-Sound oft als Brücke zwischen US-amerikanischem House und europäischer Elektronik angesehen und gilt damit insbesondere in den USA, nicht nur aufgrund seines Namens, als Frühform und direkter Vorläufer der späteren Techno-Musik.

### Stilentwicklung und Ausbreitung

#### Die Anfänge

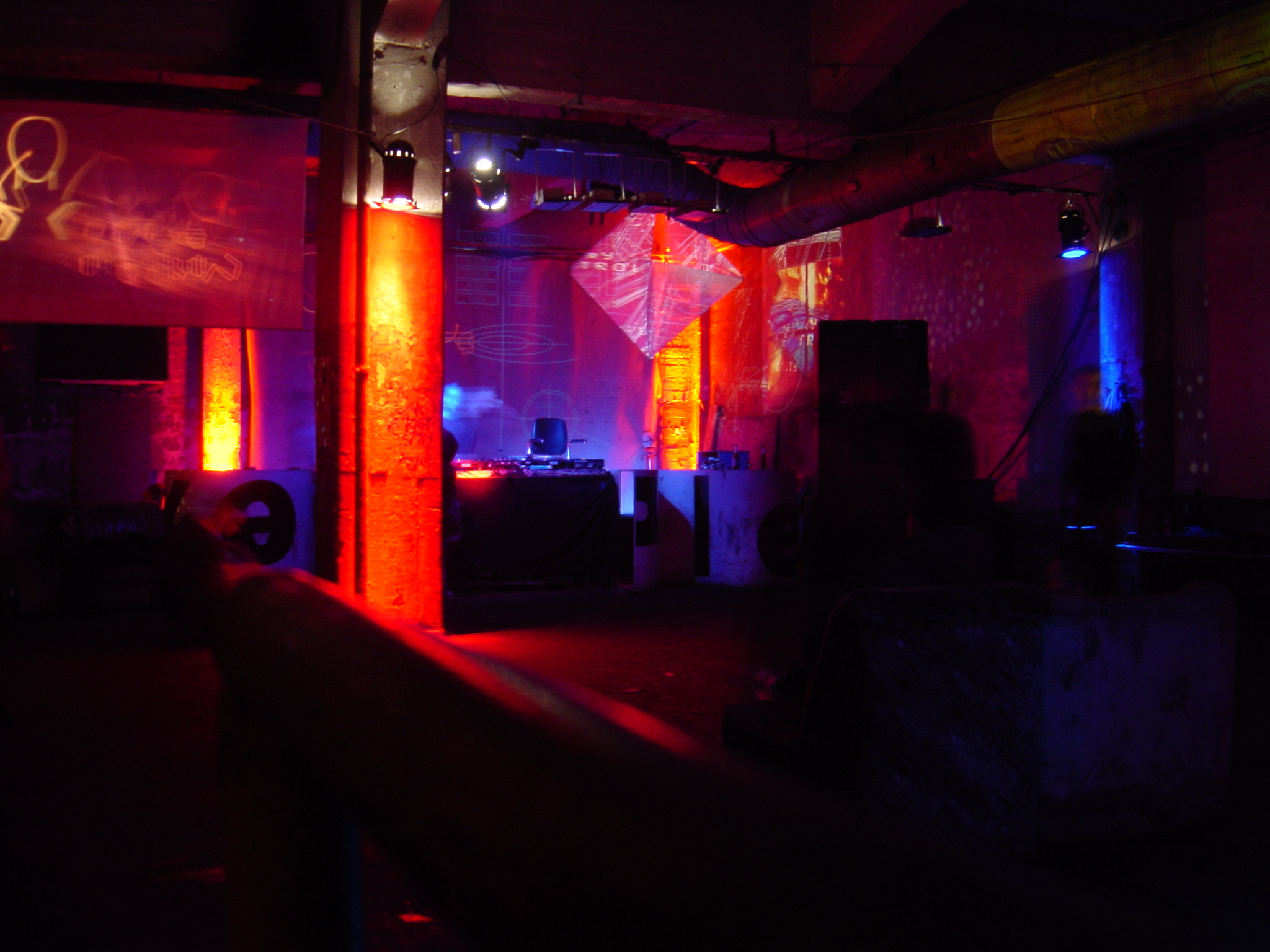
Club in einer Berliner Industriehalle

Trotz des schnellen Ausverkaufs von Acid House fanden kontinuierlich Partys statt, die in England zu riesigen Veranstaltungen wuchsen – den sogenannten Raves.
Weltweit fusionierten New Beat, EBM, Detroit Techno, House und andere elektronische Musikrichtungen zu Techno House. Dabei ist umstritten, ob der Begriffsbestandteil „Techno“ von Detroit Techno abgeleitet wurde oder von der in den 1980er Jahren international verbreiteten und gleichnamigen Sammelbezeichnung. Techno House wurde anschließend – dem Acid House entsprechend – auf den ersten Begriffsbestandteil Techno verkürzt. Da der Begriff „Techno“ zu dieser Zeit jedoch hauptsächlich im deutschen Sprachraum anders belegt war, änderten 1989 einige Berliner für ihre Party-Reihe Tekknozid die Schreibweise in „Tekkno“. Diese Schreibweise wurde in Deutschland vorerst weiträumig übernommen. Zeitweise wurde durch die Anzahl der K die vermeintliche Härte des Sounds auf den Partys beworben.
In Frankfurt am Main erschienen ab 1988 unter dem Etikett Sound of Frankfurt erste, von New Beat und Acid House beeinflusste Techno-Veröffentlichungen mit Künstlern wie Out of the Ordinary, Robotiko Rejekto, Konzept, Klangwerk/LDC oder Master Program. Diese waren eine Zeit lang vor allem im Rhein/Main-Gebiet sehr beliebt und wurden durch einen intensiven Austausch auch im Ausland bekannt. Eine wesentliche Rolle spielten hierbei Plattenfirmen wie New Zone und Suck Me Plasma.
Zu Beginn der 1990er Jahre wurde der vielseitige Techno-Sound vorerst kaum in Stile oder Kategorien unterteilt. Es gab meist einen großen Dancefloor und die DJs spielten sich innerhalb einer Party durch verschiedene Facetten der Techno-Musik. Meist teilten sich zwei DJs eine Nacht. Bereits Ende des Jahres 1991 kam mit der Mayday erstmals ein neues Party-Konzept auf. Um mit möglichst vielen bekannten Produzenten und DJs werben zu können, wurde die Spielzeit des jeweiligen DJs auf weniger als eine Stunde beschnitten. Dieses Konzept hatte großen Erfolg und war immer häufiger an Veranstaltungen anzutreffen. Besonders die Loveparade als Open-Air-Institution und das ursprünglich aus Frankfurt stammende Technomagazin Frontpage als Fachzeitschrift der ersten Stunde hatten in Deutschland an der schnellen Popularisierung von Techno Anteil. Die Technoszene entwickelte schnell eigene Medienformate. Zahlreiche regionale Fanzines schossen aus dem Boden. Zu den wichtigsten Techno-Mags dieser Zeit zählten der Berliner Flyer, die Raveline, die TenDance, der Partysan, die 1000, Groove und viele andere.

#### Herausbildung stilistischer und regionaler Eigenarten
In der Techno-Szene entdeckte man zu dieser Zeit die Roland TB-303 wieder, einen monofonen, sehr einfach aufgebauten Bass-Synthesizer, der für den charakteristischen Klang von Acid House verantwortlich gewesen war. Acid Techno entstand. Parallel dazu begannen Produzenten und Komponisten wie Harald Blüchel und Paul van Dyk die neuen Techno-Strukturen mit harmonischen Akkorden und Melodien zu verbinden: Der Trance entwickelte sich und bildete zunehmend ein selbständiges Genre. Zunächst in Frankfurt am Main (durch Marc Acardipane) und etwas später auch in Amsterdam, Den Haag und Rotterdam entwickelte sich unterdessen der Hardcore Techno.
In Deutschland entstanden zu Beginn bis Mitte 1990er Jahre neue, regionaltypische Sounds – meist geprägt durch ortsansässige Plattenlabels. So zeigte sich unter anderem der Sound of Frankfurt in einem neuen Gewand, vorrangig gefördert durch Harthouse, Eye Q Records und anschließend durch 23 Frankfurt und Frankfurt Beat Productions. Ebenfalls in Frankfurt gründete Achim Szepanski das Label Force Inc. Music Works. In Berlin war der Tresor Club mit seinem eigenen Label und seinen Produzenten wie Jeff Mills, Daniel Bell und Joey Beltram für härtere Sounds wegweisend, im Trance-Bereich war es vor allem MFS und für eine massentaugliche Mischung aus einfachen Melodien und schnellen Techno-Rhythmen Low Spirit (von WestBam). Populärer Acid Techno kam aus Köln mit dem Produzentenkreis um Wolfgang Voigt und Dr. Walker, Essen mit Important Records und Baden-Württemberg (Noom Records). Ebenfalls in Hamburg stationiert war das Label Superstition Records, das mit melodiösen Trance-Veröffentlichungen viele Erfolge feierte.
Während sich in Europa eine enorme Stilvielfalt entwickelte und Techno zur kulturellen Bewegung wurde, spielte sich die Szene in den USA weiterhin primär im Untergrund ab und die Musik blieb nahe bei ihren klanglichen Wurzeln (siehe z. B. Underground Resistance, Steve Stoll und Damon Wild). Auch waren die Erfolge der amerikanischen Produzenten in Europa weitaus größer als beispielsweise in den Vereinigten Staaten. So wechselten einige von ihnen den Wohnort und siedelten nach Europa um (z. B. Jeff Mills nach Berlin).
Zur selben Zeit entwickelte sich (vor allem aus Detroit kommend) eine weitere Stilrichtung des Techno, der sogenannte Minimal Techno. Prägend waren dabei vor allem Robert Hood mit dem Album Minimal Nation, Terrence Dixon mit seinem Label Utensil Records sowie der aus Oxfordshire/Ontario stammende Richie Hawtin.

#### Kommerzialisierung
Die auf den Massenmarkt gerichtete Musikindustrie nutzte früh die wachsende Popularität des Techno. Tracks wie Das Boot von U 96 (1991), James Brown Is Dead von L. A. Style oder Don’t You Want Me von Felix (1992), waren erste Chart-Erfolge von Produktionen, die sich an Techno orientierten. Auf den Mainstream ausgerichtete Kreuzungen zwischen Techno, Hip House und Pop entstanden und wurden mit Vertretern wie 2 Unlimited oder Culture Beat weitläufig unter dem Begriff Dancefloor (heute als Eurodance bekannt) vermarktet.
Etwa 1994 schafften es erste Trance-Produktionen in die Charts und es wurden vermehrt Pop-Songs veröffentlicht, deren Geschwindigkeit und Rhythmus sich am Techno orientierten (z. B. Dune oder Scooter).
Um diese Zeit entstanden erste Produktionen von Produzenten aus Genres wie dem Schlager und der volkstümlichen Musik, bei denen harte elektronische Bass-Schläge auf den Vierteln verwendet wurden. 1995 erschien zudem eine Schlümpfe-CD mit dem Titel Tekkno ist cool, die Coverversionen bekannter Dance-Hits aus den Charts enthielt. Viele derartige Platten wurden schnell sehr erfolgreich, was den Plattenfirmen große Einnahmen bescherte.

#### Internationalisierung
War Techno bis Anfang der 1990er Jahre hauptsächlich eine westeuropäische und US-amerikanische Bewegung gewesen, so ging die Entwicklung ab 1992 nach und nach in die ganze Welt über. In Südamerika, insbesondere Argentinien und Brasilien, gab es schon um 1990 erste Techno-Partys in den größeren Städten, zur Massenbewegung wurde die Szene aber erst um 1996, wobei das Interesse an der Musikrichtung in diesem Teil der Welt immer noch zunimmt. Auch in Japan begann sich eine zunächst kleine, aber nach und nach immer einflussreichere Szene herauszubilden, die besonders an Fusionen zwischen Techno und anderen Musikstilen interessiert war (z. B. Towa Tei), in der sich jedoch andererseits auch der J-Pop herausbildete, der kommerziell erfolgreich war. Auch in einigen Ländern außerhalb Europas wurden ab den späten 1990er Jahren Technoparaden nach dem Vorbild der Loveparade abgehalten. Wenig Verbreitung fand Techno in der arabischen Welt, in großen Teilen Afrikas und Südasien (wenn man von der Enklave Goa absieht), wo Techno aus kulturellen Gründen kaum Anhänger hat.

#### Entwicklung bis zur Gegenwart
Ab etwa 1994 wandte sich der Underground immer mehr vom Trance ab und orientierte sich wieder vermehrt an härteren technoiden Klängen oder dem rhythmusbetonten Minimalismus des Minimal Techno. Ein besonders eigenes Profil entwickelte der Psychedelic Trance (auch Goa oder Psytrance), dessen Anhänger anders als der Großteil der restlichen Technoszene in ihrem Lebensstil und ihrer „Philosophie“ stark in der Hippie-Kultur verwurzelt waren, diese jedoch mit der modernen Technologie und einem gewissen Hang zur Science-Fiction verbanden. Goa-Partys waren besonders in Europa eine populäre Ausprägungsform von Techno-orientierter Musik Mitte bis Ende der 1990er Jahre. Gleichzeitig multiplizierten jedoch auch die Großveranstaltungen wie Mayday und Loveparade ihre Besucherzahlen, was von einer gewissen Kommerzialisierung begleitet wurde. Selbst nicht-melodische Technotracks waren vermehrt in den Charts vertreten.
Als Gegenbewegung entwickelte sich, ebenfalls Mitte der 1990er Jahre, der sogenannte Intelligent Techno, der wegen seiner Vielfalt an Taktarten, komplexen Rhythmen, Industrial und vom Ambient beeinflussten Geräuschorgien und Einflüssen aus den verschiedensten Musikrichtungen kaum noch in die Schublade Techno im engeren Sinne einzuordnen war. Konsequenterweise etablierte sich für diese Art der Musik Ende der 1990er Jahre der Begriff Intelligent Dance Music (IDM). Hauptvertreter waren und sind Künstler wie Aphex Twin und Autechre.
Ab den späten 1990er Jahren flaute der Techno-Boom stufenweise ab. Das Angebot an großen Raves sank und viele einflussreiche Labels stellten ihre Aktivitäten ein. Partys verlagerten sich vermehrt von alten Lagerhallen in herkömmliche Clubs. Dennoch entwickelte sich Techno weiter und vermischte sich mit anderen Musikstilen. Während in Großbritannien und den Niederlanden um die Jahrtausendwende Trance in neuer Form (Dutch Trance mit Tiësto und Armin van Buuren) eine Renaissance hatte, entwickelte sich die Techno-Musik in Mitteleuropa stärker in langsame und minimale Bereiche.
Die rasante Entwicklung von Computerprogrammen und das Sampling per Computer brachten neue Produktionsmethoden, die elektronische Musik mit unzähligen verschiedenen Geräuschen und Effekten ermöglichte. Begriffe wie Clicks & Cuts machten die Runde. Einmal mehr spielte Richie Hawtin eine wichtige Rolle, als er 2001 mit Closer To The Edit ein Werk veröffentlichte, bei dem er viele Produktionen anderer Künstler zerschnitt und in Form von Samples und Loops neu zusammensetzte. 2002 führte Akufen (Marc Leclair) mit seinem Album My Way das Konzept des Microsampling ein, bei dem möglichst kurze Ausschnitte unterschiedlichster Herkunft (in seinem Fall vorrangig von einem alten Kurzwellenempfänger) für neue Rhythmusstrukturen verwendet werden. Erste Ansätze dieser Technik finden sich schon bei Error 129, die mit dieser Technik schon 1996 ihre EP Controlled Voice (Telepathic Records) produzierten.
Des Weiteren fand innerhalb der Techno-Szene vielerorts eine Rückkehr zu den Wurzeln statt und Klang-Elemente, die sich deutlich stärker an der EBM der 1980er Jahre denn am Techno-Sound der 1990er Jahre orientierten, fanden den Einzug in die Clubs (unter anderem durch Produzenten wie Johannes Heil, DJ Hell, Thomas P. Heckmann oder Luke Slater). Das Aufgreifen von Kraftwerk- und Electro-Funk-Sounds begünstigte zudem eine neue Welle an Electro-Veröffentlichungen, renommierte Produzenten wie Sven Väth oder WestBam brachten vereinzelt Tracks im Electro-Gewand auf den Markt, weitere Produzenten wie Anthony Rother spezialisierten sich grundsätzlich auf diesen Stil.
Einige Produzenten und DJs aus den Anfangstagen orientierten sich neu, begannen wieder vermehrt zu experimentieren und besannen sich auf die Zeit vor dem Hype, während andere Künstler vollständig aus dem Licht der Öffentlichkeit verschwanden. Nur wenige Plattenlabels vermarkten derzeit konventionelle Techno-Veröffentlichungen und entsprechend gering ist die Anzahl der Newcomer, die den Durchbruch auf internationaler Ebene schaffen.
Zum Teil machte sich Verdrossenheit breit, andere verspürten wieder vermehrt eine Art Aufbruchstimmung. Mehrere Produzenten äußerten sich positiv zur Entwicklung und kommentierten sie damit, dass diejenigen übrig bleiben, die es ernst meinen und nicht in erster Linie aus finanziellen Gründen in die Techno-Szene gelangt sind.
Im deutschsprachigen Raum übernahm Ellen Alliens Berliner Label BPitch Control mit neuen Acts wie Paul Kalkbrenner und Modeselektor eine wichtige Rolle. Seit 1994 ein konstanter Wert ist das Kanzleramt-Label von Heiko Laux mit dem relativ neuen Aushängeschild Alexander Kowalski. Im Bereich des minimalen Techno sind das 1998 von Steve Bug gegründete Label Poker Flat Recordings und das Kölner Label Kompakt zu festen Größen geworden. Nach dem Konkurs seiner szeneprägenden Labels Eye Q Records und Harthouse im Jahr 1997 veröffentlicht auch Sven Väth seit 2002 wieder 12″-Schallplatten verschiedener Künstler auf einem eigenen Label Cocoon Recordings.
Auch die Kombination von Schlager und volkstümlicher Musik mit Techno-Beats lebte weiter, jedoch ging ihre Popularität zurück. Wegweisende Produzenten wie Alexander Marcus erreichten bestenfalls hintere Plätze der Top 100.
Techno entwickelte sich von der vorherrschenden Avantgardebewegung innerhalb der Popmusik, die sie in der ersten Hälfte der 1990er Jahre war, zu einer Musikrichtung mehr in einer vielfältigen Gesamtmusikszene.

## Produktion
Da Techno mit Hilfe von elektronischen Geräten erzeugt wird, ist es nicht nötig, dass der Komponist ein klassisches Instrument (wie  Klavier) beherrscht. Vor allem die Verwendung von Computern und Sequenzern zur Steuerung von Tasteninstrumenten hat Techno den Ruf von Billigmusik eingebracht. Vielerorts wurden Ausdrücke wie „Plastikmüll“ oder „Elektroschrott“ verwendet. Trotzdem gibt es viele Musiker, die sich der Techno-Produktion über künstlerische Aspekte und intellektuelle Betrachtungsweisen genähert haben. Herkömmliche Song-Strukturen wurden über Bord geworfen und durch neue Ideen ersetzt. Eine wichtige Rolle spielten hierbei
unter anderem die Musiklabel R&S Records, Mille Plateaux und Warp mit Produzenten wie Cristian Vogel, Wolfgang Voigt und Richard D. James.

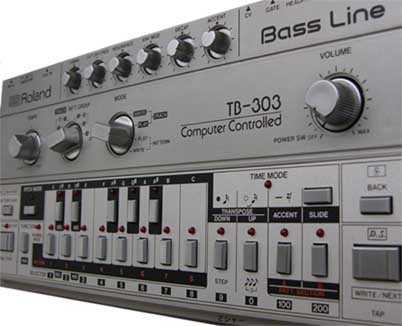
Roland TB-303

Bei der Produktion sind Drummaschinen von essentieller Bedeutung. Geräte mit möglichst elektronisch klingender Perkussion werden üblicherweise bevorzugt. Kultstatus haben die TR-808 und die Roland TR-909 von Roland erreicht, deren Produktion aber bereits vor dem eigentlichen Techno-Hype eingestellt worden war. Sie haben noch einen entsprechend hohen Wiederverkaufswert. Es gab eine ganze Reihe von Klonen und Emulationen dieser Geräte als Hardware und Software. Anhänger der Originale ließen sich nie vollständig von diesen Neuauflagen überzeugen, auch wenn die klanglichen Unterschiede für Außenstehende oft nur minimal waren. Die größte Verbreitung fanden die Drum Station des Unternehmens Novation und die Software ReBirth RB-338, die virtuelle Versionen einer 808 und einer 909 beinhaltet, deren Klang sich gemäß der digitalen Grundlage von den Originalgeräten unterscheidet (weniger Druck).
Bei den Synthesizern sind vor allem analoge Geräte beliebt, weil diese nicht so clean klingen wie die digitalen Varianten und eine sehr große Bandbreite an Klangvariationen und -modulationen per Drehregler (Potentiometer) ermöglichen. Auch Unwahrscheinlichkeiten bei der Bedienung wird dabei Respekt gezollt. Beliebte Geräte sind, beziehungsweise waren, beispielsweise TB-303 und Juno 106. Um die Modulationsmöglichkeiten mit den Vorzügen digitaler Geräte zu verbinden, wurden sogenannte virtuell-analoge Geräte entwickelt. Bekanntes Beispiel ist der Clavia Nord Lead. Durch die Techno-Bewegung wurden einige Synthesizer-Firmen dazu bewogen, erneut Modularsysteme (z. B. den A-100 von Doepfer) in ihr Programm aufzunehmen, die prinzipiell nur noch historische Bedeutung hatten.
Ab Mitte der 1990er Jahre fand eine zunehmende Verlagerung auf den Computer statt. Während er zu Beginn noch als reiner Sequenzer zur Steuerung der anderen Geräte über MIDI verwendet worden war, brachte die zunehmende Leistungsfähigkeit der PCs die Möglichkeiten des Harddisk Recordings. Sampler wurden durch Computer ersetzt. Software-Firmen begannen mit der Entwicklung und dem Verkauf von Programmen, in denen schon Tausende von vorgefertigten Bestandteilen (Rhythmuspassagen, Melodiesequenzen) enthalten sind, die über eine einfache Bildschirm-Darstellung miteinander kombiniert werden können. Dieses Puzzle-Prinzip führte im Internet zu einer Flut an Amateurproduktionen auf einem Niveau, die mit Tracks, die mit aktuellem teurem Studioequipment produziert wurden, qualitativ zwar nicht mithalten können, jedoch oft weitaus höherwertiger klingen als viele alte Techno-Platten aus der Anfangszeit. Dennoch weigerten sich große Radiostationen und bekannte DJs konsequent, derartige Produktionen zu spielen, so dass dieses Untergenre bis heute nur eine kleine Zahl potenzieller Interessenten ausschließlich übers Internet erreicht. Im konventionellen Radio und auf Partys werden Liebhaber dieser Richtung nicht bedient.
Der nächste Entwicklungsschritt folgte mit virtuellen Synthesizern, mit denen sich per PC ein echter Hardware-Synthesizer simulieren lässt. Ein bekanntes Beispiel dafür ist die Reaktor-Software. Parallel dazu wurde traditionelle Sequenzer-Software so erweitert, dass sich virtuelle Geräte in Form von Plug-ins in das System integrieren und wie extern angeschlossene MIDI-Instrumente steuern ließen.
Aktuell gehen die Bemühungen einiger Synthesizer-Firmen in die Richtung, über speziell entwickelte Software eine Symbiose zwischen den Qualitäten echter Synthesizer-Hardware und den Vorzügen des PCs herzustellen.

## Techno als Sammelbezeichnung

### Elektronische Musik mit regelmäßiger Bassdrum
Der Versuch einer Kategorisierung in Subgenres ist so alt, wie die Techno-Musik selbst. Tatsächlich gab und gibt es in der Entwicklung von Techno immer wieder (teilweise auch nur zeitliche oder räumliche) Ausprägungen. Dahinter standen manchmal Marketingstrategien, um das Interesse der Öffentlichkeit zu wecken, nicht selten aber auch die Technoszene selbst, um sich in der immer unüberschaubaren Vielfalt von Veröffentlichungen besser orientieren zu können. Eine Unterscheidung per Definition ist in vielen Fällen allerdings nur schwer möglich, da die Grenzen fast immer fließend sind.
Folgende Bezeichnungen für Untergenres sind verbreitet:
- Detroit Techno, ein stark am Chicagoer Acid House orientierter Sound aus Detroit, häufig als früheste Variante der Techno-Musik betrachtet
- Acid Techno, eine härtere Weiterentwicklung des Acid-House-Sounds, basierend auf den Quietschtönen einer Roland TB-303.
- Dub-Techno, mit für Dub typischen Klangeffekten
- Minimal Techno, mit dem künstlerischen Ansatz, Techno-Musik auf das Wesentliche zu reduzieren.
- Tech House, schnellerer House (nicht zu verwechseln mit Techno House).
- Hardcore Techno, mit Untergenres wie Gabber und Speedcore: sehr schnelle, von  Beats und Klängen dominierte Techno-Varianten, die oft verstärkt auf Elemente aus dem Industrial-/Noise-Sektor zurückgreifen.
- Schranz, eine härtere, ursprünglich regionale Ausprägung von Techno.
- Rave, einige Jahre häufig als Sammelbegriff für mehrere Techno-Stile genutzte Bezeichnung des „Eurobeat“.

### Abgrenzung von House
Es erweist sich häufig als schwierig, die Familie der Techno-Richtungen und House voneinander abzugrenzen. Eine Trennung wird von vielen Protagonisten der Szene abgelehnt, da beide Musikrichtungen auf ähnlichen Grundelementen basieren. Behelfsweise kann House jedoch anhand folgender Kriterien zugeordnet werden:
- House ist oft langsamer (120 bis 130 BPM),
- House besitzt meist einen Rhythmus mit punktierten Sechzehnteln (am Funk orientiert),
- kennzeichnend ist auch die Verwendung traditioneller Instrumente oder deren Samples.

### Stile mit komplexen Rhythmusmustern
Fasst man den Begriff etwas weiter, kann die Gesamtheit der seit den 1990er Jahren entstandenen, tanzbaren Musik mit ausgeprägt elektronischem Charakter, zwar nicht gleichgesetzt, aber dem Bereich Techno zugeordnet werden. Dazu gehören auch Stilrichtungen mit unregelmäßigen Rhythmen und Rhythmus-Experimenten und teilweise auch Genres, die dem Bereich Chill Out zuzuschreiben sind. Die Entstehungsgeschichte dieser Genres ähnelt sich in verschiedenen Punkten, verlief zu einem Großteil parallel und unabhängig zur Herausbildung der eigentlichen Technoszene. Es kommt jedoch vor, dass einige Produzenten auf der gesamten Spannbreite der elektronischen Musik arbeiten (z. B. CJ Bolland und Cristian Vogel) oder verschiedene Stilrichtungen auf entsprechenden Veranstaltungen vertreten sind und somit Grenzen verwischen.
Konträr dazu bedienen sich oft auch Musiker aus genre-fremden Richtungen technotypischer Elemente.
Überlagerungen ergeben sich in diesem Fall mit folgenden Spielarten:
- 2-Step
- Ambient
- Big Beat
- Drum and Bass
- Dubstep
- Electro
- Electronica
- Intelligent Dance Music (früher auch „Intelligent Techno“ genannt)
- Trap, Drill